# Ronde van Wallonië

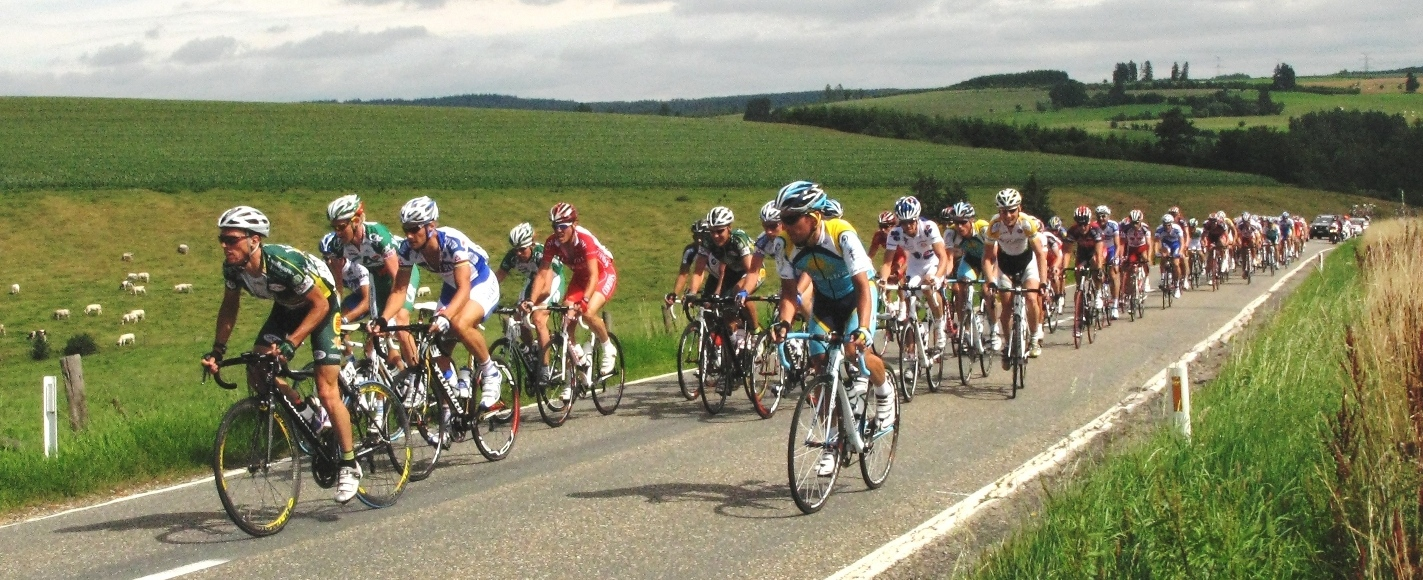
Ronde van Wallonië 2008. Etappe 4 met aankomst in Houffalize

De Ronde van Wallonië (Frans: Tour de Wallonie) is een meerdaagse wielerwedstrijd in het Belgische gewest Wallonië die eind juli, begin augustus wordt verreden.
De wedstrijd werd in 1974 voor het eerst georganiseerd als amateurkoers in de provincie Henegouwen onder de naam Ronde van West-Henegouwen. Tot en met 1995 bleef het een amateurkoers, die in de maand augustus werd verreden en onder verschillende namen plaatsvond. In 2007 werd de huidige naam aangenomen. Sinds 2005 maakt de koers deel uit van het Europese continentale circuit van de UCI, de UCI Europe Tour. Het organiserend comité achter de wedstrijd organiseert ook de GP van Wallonië.

## Lijst van winnaars

### Meervoudige winnaars
| Zeges | Renner            | Land                           | Jaren      |
| ----- | ----------------- | ------------------------------ | ---------- |
| 2     | Mario Kummer      | Duitse Democratische Republiek | 1984, 1987 |
| 2     | Greg Van Avermaet | België                         | 2011, 2013 |

### Overwinningen per land (amateurs 1974-1995)
| Zeges | Land                                         |
| ----- | -------------------------------------------- |
| 9     | België                                       |
| 3     | Italië, Duitse Democratische Republiek       |
| 2     | Nederland                                    |
| 1     | Duitsland, Spanje, Finland, Polen, Frankrijk |

### Overwinningen per land (profs 1996-2025)
| Zeges | Land                                                                                       |
| ----- | ------------------------------------------------------------------------------------------ |
| 11    | België                                                                                     |
| 6     | Italië                                                                                     |
| 2     | Frankrijk, Nederland, Nieuw-Zeeland                                                        |
| 1     | Australië, Denemarken, Duitsland, Rusland, Slovenië, Verenigd Koninkrijk, Verenigde Staten |

1996 · 1997 · 1998 · 1999 · 2000 · 2001 · 2002 · 2003 · 2004 · 2005 · 2006 · 2007 · 2008 · 2009 · 2010 · 2011 · 2012 · 2013 · 2014 · 2015 · 2016 · 2017 · 2018 · 2019 · 2020 · 2021 · 2022 · 2023 · 2024 · 2025